# Teilchenjet
Ein Teilchenjet ist ein bei Experimenten der Hochenergiephysik messbares Phänomen, das Rückschlüsse auf Teilchenkollisionen zulässt. Diese Jets bestehen aus vielen Teilchen, die in ähnliche Richtungen im Detektor fliegen.

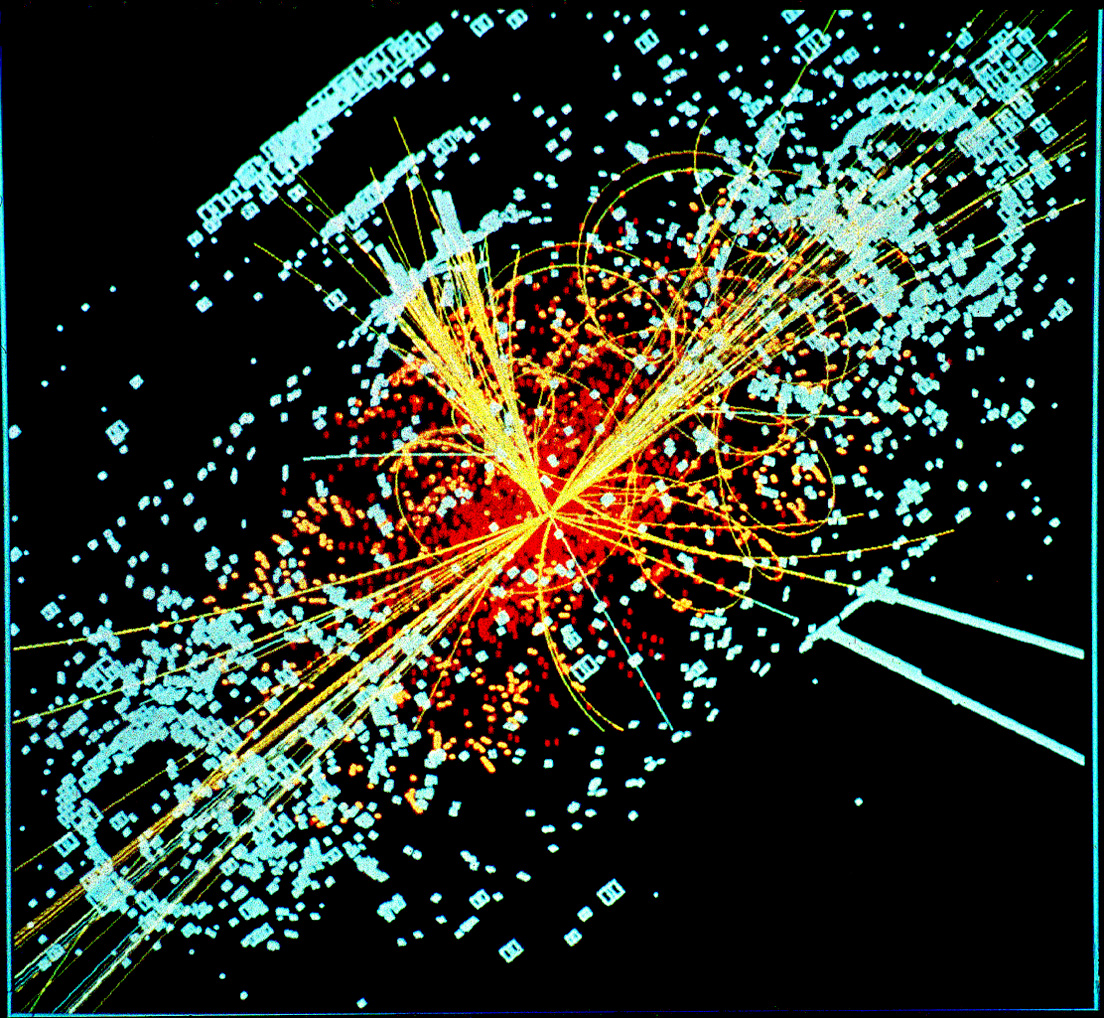
Simulation des Zerfalls eines Higgs-Teilchens im CMS-Detektor, hier mit zwei Teilchenjets und zwei Elektronen.

Bei Kollisionsprozessen in Teilchenbeschleunigern entstehen bei genügend hohen Energien Teilchenjets. Dies liegt an einer Eigenart der starken Wechselwirkung, dem Confinement. Werden bei einer Kollision zwei Quarks auseinandergerissen, so steigt die Wechselwirkungsenergie immer weiter mit dem Abstand an, bis schließlich die Energie groß genug ist, ein neues Quark-Antiquark Paar zu erzeugen. Dieser Prozess wiederholt sich mehrfach und nennt sich Hadronisierung, da dabei eine große Anzahl an Hadronen, also Materie, entsteht. Die Flugrichtung aller dieser Teilchen ist durch die Richtung des ersten bestimmt, so dass alle in einem Strahlenbüschel (Jet) fliegen. Durch dessen Form kann in Detektoren auf die ursprünglichen Kollisionspartner geschlossen werden.
Die Entdeckung von 3-Jet-Ereignissen am DESY Ende der 1970er Jahre war ein Hinweis auf Gluonen.